# Bactrocera memnonia
Bactrocera memnonia är en tvåvingeart som först beskrevs av Drew 1989.  Bactrocera memnonia ingår i släktet Bactrocera och familjen borrflugor. Inga underarter finns listade.